# ترافيس كولمان
ترافيس كولمان (بالإنجليزية: Travis Coleman)‏ هو لاعب كرة قدم أمريكية أمريكي، ولد في 4 يناير 1980 في غولدزبورو في الولايات المتحدة.

## وصلات خارجية
- ترافيس كولمان على موقع مرجع كرة القدم المحترفة.كوم (الإنجليزية)
- ترافيس كولمان على موقع JustSportsStats.com (الإنجليزية)